# San Andreas, Kalifornien
San Andreas är administrativ huvudort i Calaveras County i Kalifornien. Vid 2010 års folkräkning hade San Andreas 2 783 invånare.

## Kända personer från San Andreas
- Tam O'Shaughnessy, författare